# Bryolymnia viridimedia
Bryolymnia viridimedia là một loài bướm đêm thuộc họ Noctuidae. Nó được tìm thấy ở tây nam Arizona (dãy núi Huachuca và Santa Rita) về phía nam ở Sierra Madre Occidental tới khu vực Mexico City.
Sải cánh dài khoảng 36 mm. Con trưởng thành bay từ đầu tháng 7 tới giữa tháng 9.